# Otilia Bădescu
Otilia Bădescu (ur. 31 października 1970 w Bukareszcie) – rumuńska tenisistka stołowa, trzykrotna brązowa medalistka mistrzostw świata, pięciokrotna mistrzyni Europy.
Trzykrotnie zdobywała medale podczas mistrzostw świata, a największy sukces odniosła w 1993 roku w Göteborgu zdobywając brązowy medal w grze pojedynczej.
W mistrzostwach Europy szesnastokrotnie zdobywała medale. Była mistrzynią Starego Kontynentu dwukrotnie w grze mieszanej (w parze z Kalinikosem Kreangą w 1992 i w parze z Iliją Lupulesku w 1998) i drużynowo. Największy jednak sukces odniosła w 2003 W Courmayeur zdobywając złoto w grze pojedynczej.
Tryumfatorka prestiżowego turnieju Europa Top 12 (1995). Czterokrotnie (bez sukcesów) startowała w igrzyskach olimpijskich (1992, 1996, 2000, 2004).